# Linxys
Linxys (chiń. upr. 菱势) – chiński producent samochodów dostawczych, z siedzibą w Liuzhou, działający od 2023 roku. Należy do chińskiego koncernu Guangxi Auto.

## Historia
W 2020 koncern Guangxi Auto zarejestrował nowy znak towarowy "Linxys" w ramach przygotowań do wdrożenia nowej marki samochodów oprócz produktów Wuling Motors. W 2022 roku sfotografowano prototyp kompaktowego minivana z oznaczeniami planowanej filii, jednak pojazd nie wykroczył poza fazę rozwojową. Ostatecznie, marka Linxys została zainaugurowana w czerwcu 2023 roku, wprowadzając do sprzedaży na wewnętrznym chińskim rynku dwa niewielkie samochody dostawcze. Został nim najpierw hybrydowy model Gold Truck z podwoziem pod zabudowę skrzyniową lub otwartą. Na początku 2024 roku ofertę poszerzyła odmiana zabudowana typu furgon o nazwie Gold Van, która dla odmiany zyskała napęd w pełni elektryczny.

## Modele samochodów

### Obecnie produkowane
- Gold Van
- Gold Truck